# Fah
Fah (arab. فاح) – miejscowość w Syrii, w muhafazie Aleppo. W 2004 roku liczyła 2708 mieszkańców.